# Jarnosse
Jarnosse település Franciaországban, Loire megyében. Lakosainak száma 397 fő (2022. január 1.). Jarnosse Villers, Boyer, Coutouvre, Cuinzier, La Gresle, Saint-Hilaire-sous-Charlieu és Sevelinges községekkel határos.

## Népesség
A település népességének változása:
| Lakosok száma | 329  | 344  | 371  | 404  | 432  | 441  | 435  | 419  | 414  | 397  |
|               | 1968 | 1982 | 1990 | 2006 | 2013 | 2015 | 2017 | 2019 | 2020 | 2022 |